# César García Peralta
César Manuel "Danco" García Peralta (sinh ngày 13 tháng 3 năm 1993) là một cầu thủ bóng đá người Cộng hòa Dominica thi đấu ở vị trí hậu vệ cho đội bóng địa phương Cibao FC và đội tuyển quốc gia Cộng hòa Dominica.

## Sự nghiệp quốc tế

### Bàn thắng quốc tế
Tỉ số và kết quả liệt kê bàn thắng của Cộng hòa Dominica trước.
| #  | Ngày                 | Địa điểm                                                   | Đối thủ            | Tỉ số | Kết quả | Giải đấu                                     |
| -- | -------------------- | ---------------------------------------------------------- | ------------------ | ----- | ------- | -------------------------------------------- |
| 1. | 14 tháng 11 năm 2011 | Truman Bodden Sports Complex, George Town, Quần đảo Cayman | Quần đảo Cayman    | 1–0   | 1–1     | Vòng loại giải vô địch bóng đá thế giới 2014 |
| 2. | 7 tháng 12 năm 2012  | Antigua Recreation Ground, St. John's, Antigua và Barbuda  | Antigua và Barbuda | 1–1   | 2–1     | Cúp Caribe 2012                              |

## Danh hiệu
- Cibao
  - Giải vô địch các câu lạc bộ bóng đá Caribe (1): 2017